# Nexus 5
Nexus 5 (кодовое название Nexus Hammerhead) — смартфон на Android, продаваемый Google и производимый LG Electronics. Это пятое поколение серии Nexus, пришедшее на смену Nexus 4. Оно было представлено 31 октября 2013 года и послужило стартовым устройством для Android 4.4 «KitKat», в котором представлен обновленный интерфейс, улучшения производительности, улучшенная интеграция с Google Now, и другие изменения.
Nexus 5 получил в основном положительные отзывы, в которых высоко оценили баланс общей производительности и стоимости устройства по сравнению с другими «флагманскими» телефонами, а также качество его дисплея и некоторые изменения, внесенные в Android 4.4.
На смену Nexus 5 пришел Nexus 6 в октябре 2014 года, а Google прекратил производство Nexus 5 в декабре 2015 года. Google выпустил Nexus 5X в сентябре 2015 года (наряду с более дорогим Nexus 6P) с тем же дизайном и ценой, что и Nexus 5.

## История
Устройство было представлено 31 октября 2013 года; в тот же день он был доступен для предварительного заказа в магазине Google Play, продавался в черном цвете с 16 или 32 ГБ встроенной памяти. Первоначальная цена была установлена на уровне 349 долларов за модель с 16 ГБ и 399 долларов за версию с 32 ГБ. Это было намного ниже, чем у сопоставимых смартфонов, которые стоили бы около 649 долларов.
В феврале 2014 года Google выпустила два дополнительных цветовых варианта, черный и красный, с одинаковой ценой и аппаратным обеспечением.
Google прекратил производство Nexus 5 в декабре 2014 года после выпуска Nexus 6. Красная и белая модели были удалены из Google Play Store в том же месяце, а черная модель оставалась доступной до 11 марта 2015 года.

## Внешнее оформление
Дизайн Nexus 5 значительно изменился по сравнению с предшественником Nexus 4. Так, вместо конструкции на основе стекла у предшественника, корпус смартфона произведён из поликарбоната, как и Nexus 7, в результате чего вес устройства составил всего 130 граммов при габаритах 137,84 мм в высоту 69,17 — в ширину и 8,59 — в глубину.
Вся передняя панель и дисплей диагональю 4,96 дюйма (12,6 сантиметра) защищены специальным стеклом Corning Gorilla Glass 3 (7-7,5 по шкале Мооса). Между матрицей и стеклом отсутствует воздух, что позволило улучшить цветопередачу и яркость. Над экраном слева направо расположены фронтальная камера, динамик голосовых вызовов в виде круга, датчики освещённости и приближения. Под дисплеем по центру расположен RGB светодиодный индикатор событий, который мигает белым, красным, голубым, оранжевым или сиреневым цветом, оповещая о событиях при заблокированном телефоне. Логотип производителя над экраном отсутствует.
На задней крышке смартфона слева сверху располагается выступающий на полмиллиметра глазок камеры, прямо под ней — светодиодная вспышка, способная работать как фонарик при съёмке видео или после установки соответствующего приложения из Google Play. В центре крышки выдавлен расположенный вертикально логотип серии Nexus, прямо под ним — логотип компании LG и информация о модели, стране производства и сертификатах радиочастотного соответствия. Задняя стенка покрыта марким прорезиненным пластиком оставляющим отпечатки пальцев у моделей с чёрной или красной крышкой и матовым пластиком у моделей с белой.
На нижней грани по центру расположен разъём microUSB. Вокруг него расположены решётки: под левой — моно-динамик, под правой — микрофон. Второй микрофон для активного шумоподавления (путём исключения из сигнала считываемого фонового шума) расположен на верхней грани справа, а слева — 3,5 мм стерео аудиоразъём TRS. Боковые грани аппарата закрыты менее мягким на ощупь пластиком, чем задняя крышка. Аппарат белого цвета имеет тёмные глянцевые боковые грани.
Из физических клавиш аппарат имеет только качель управления громкостью с левой стороны и кнопку блокирования — с правой. Под кнопкой блокирования расположен слот для microSIM (15 × 12 мм), открывающийся специальным ключом, идущим в комплекте с устройством. Потерянный ключ не сможет заменить разогнутая скрепка (так как отверстие рядом с лотком немного уже, чем таковое у iPhone’ов, около ⌀ 0,9 мм) но подойдут булавка или иголка. Кнопка спуска затвора камеры отсутствует, но при запущенном приложении Камера любая из кнопок регулировки громкости её заменяет. Грани аппарата скошены так, что задняя сторона имеет большие габариты, чем передняя, из-за чего лежащий на ровной поверхности аппарат может быть не очень удобно брать в руку.
Задняя панель и аккумулятор несъёмные, однако задняя крышка держится на пластиковых защёлках и небольшом количестве клея в нижней части, а потому может быть снята в домашних условиях, после чего возможно будет снять и аккумулятор. Внутреннее устройство аппарата похоже на LG G2, но внешне эти два устройства имеют мало общего между собой.
Как и в Samsung Galaxy S4, где это решение объясняется превалирующим интересом аудитории к потоковому онлайн-вещанию, в Nexus 5 отказались от поддержки FM-радио, хотя необходимые для его работы элементы в аппарате содержатся.
Устройство продаётся в трёх цветовых решениях: чёрном, белом и красном. Отличия заключаются в цвете задней крышки и стенок корпуса и их материалах, а также в цвете решетки разговорного динамика — он выполнен в цвете задней крышки. У каждого цвета материалы корпуса разные: белый — глянец на стенках корпуса и матовый шершавый пластик на задней крышке, чёрный — прорезиненный пластик на крышке и на стенке смартфона, ярко-красный — матовый пластик на крышке и на стенках, схожий с пластиком в некоторых телефонах Nokia линейки Lumia. Есть заблуждение, чёрный и красный смартфоны выполнены из прорезиненного пластика, однако это не так — в красном корпусе пластик более шершавый, чем чёрном, и на нём почти не остаётся отпечатков пальцев. Так же отличается и от белого — белый более шершавый, и имеет глянцевые стенки, за счет чего скользит в руке.

## Аппаратное обеспечение
Nexus 5 построен на базе 32-битной системы-на-чипе Qualcomm Snapdragon 800. В качестве вычислительного процессора выступает MSM8974 с 4 ядрами Krait 400 с тактовой частотой 2,26 ГГц, а в качестве графического — Qualcomm Adreno 330 с тактовой частотой 450 МГц.
Устройство несёт 2 Гб оперативной памяти Hynix H9CKNNNBPTMRLR-NTM стандарта LPDDR3 и 16 или 32 Гб постоянной NAND флэш-памяти SanDisk SDIN8DE4 стандарта eMMC, программно эмулируемой как съёмная. Расширение памяти флэш-картами не поддерживаются, однако через порт microUSB 2.0 с поддержкой USB On-the-Go 1.3 (USB OTG) возможно подключить USB-флеш-накопитель, как и клавиатуру или любое другое USB-устройство через специальный кабель USB OTG. Также данный разъём поддерживает стандарт SlimPort благодаря приёмопередатчику Analogix ANX7808, что позволяет подключить телефон к отдельному дисплею по HDMI или VGA с соответствующим кабелем-переходником. При подключении аппарата к ПК может выводиться сообщение о возможности использования интерфейса USB 3.0, но на самом деле это всего лишь возможность контроллера, тогда как сами контактные линии USB 3.0 в разъёме не разведены и используется стандартный разъём microUSB 2.0.
В аппарате используется два приёмопередатчика Broadcom. Первый, BCM4339 (обновлённая версия BCM4335) используется для работы двухдиапазонного Wi-Fi (2,4 и 5 ГГц.) 802.11 a/b/g/n/ac с поддержкой сертифицированных устройств Miracast и PassPoint и работы в режиме точки доступа Wi-Fi, также адаптер включает в себя поддержку Bluetooth 4.0 LE и FM-радио, которое в смартфоне недоступно. Второй модуль от Broadcom, BCM20793M, используется для поддержки NFC (используемого для соединения устройств через Android Beam и примечательного отсутствием блокировок от операторов США по бесконтактным платежам через Google Wallet). Аналогичный используемому в Apple iPhone 5C и 5S 65-нанометровый Qualcomm WTR1605L предназначен для навигации по GPS, ГЛОНАСС и Бэйдоу, а также коммуникации в сотовых сетях LTE, HSPA+, CDMA2K, TDSCDMA, и EDGE, управлять работой которых можно через сервисное меню (*#*#4636#*#*). Данный чип аналогичен установленному в Nexus 4, где не работала поддержка LTE из-за отсутствия необходимого аппаратного обеспечения, но в данном случае чип разблокирован и работает полноценно. Приём сигнала 3G/4G поддерживается усилителем сигнала Avago ACPM-7600 в паре с Qualcomm QFE1100, способным отслеживать огибающую мощность, снижая расход аккумулятора при необходимости усиления сигнала.
В установленный на Nexus 5 датчик InvenSense MPU-6515 входят микроэлектромеханические системы акселерации и гироскоп, а трёх-направленный магнитометр Asahi Kasei AK8963 обеспечивает работу компаса. Также в аппарате поддерживается барометр, датчик приближения, освещённости и новый определитель и счётчик шагов, позволяющий приложениям фиксировать и подсчитывать количество шагов владельца.
В качестве дисплея используется матрица TFT Super IPS+ от Japan Display, передающая 16 млн цветов с разрешением 1920 × 1080 пикселей, кратко называемым Full HD или 1080p. Плотность пискелей на дюйм (PPI) составляет 445. Яркость подсветки дисплея находится в промежутке от 480 кд/м2 до 11 кд/м2 в зависимости от настроек. Ёмкостный сенсор прикосновений с помощью контроллера Synaptics S3350B распознаёт до 10 одновременных нажатий и совмещён с самим дисплеем по технологии OGS, что улучшило показатели яркости и цветопередачи, а также избавило от мерцания. Приблизительное значение контрастности — 1:750, подробные тесты установили, что контрастность может быть динамической. На внешнюю поверхность стекла нанесено специальное олеофобное (жироотталкивающее) покрытие аналогичное Nexus 7, поэтому следы от пальцев удаляются существенно легче и появляются реже, чем в случае с обычным стеклом. Дисплей и защитное стекло прочно склеены, что означает, что в случае поломки велика вероятность необходимости одновременной замены стекла и матрицы, что увеличивает стоимость ремонта.
В качестве основной камеры используется КМОП-матрица Sony Exmor R IMX179 (оптика 1/3.2" с числом диафрагмы f/2.4, автофокусом, системой оптической стабилизации изображения по двумерному гироскопу InvenSense IDG-2020 с возможностью 4-кратного цифрового приближения и программного HDR (называемого HDR+)). Физическое разрешение матрицы — 3288×2512 (эффективное разрешение матрицы — 3280×2464) — 8 Мп. Предустановленное приложение Google Camera позволяет записывать видео с разрешением до 1920×1080 (FullHD, 1080p) включительно со скоростью 30 кадров в секунду. Начиная с Android 5.0 Lollipop (API Level 21, предоставляющего API android.hardware.camera2), стороннее приложение L Camera позволяет записывать видео с разрешением до 3264×2448 включительно со скоростью 30 кадров в секунду или после модификации библиотеки /system/lib/libmmcamera_imx179.so — видео 60 кадров в секунду с разрешением до 1920×1080 включительно и видео 120 кадров в секунду с разрешением 800×600, а также делать фотографии с разрешением до 3280×2464 включительно в форматах JPEG и DNG. В качестве вспышки или фонарика (в том числе и для видео) используется светодиодный модуль. Фронтальная камера имеет разрешение 1,31 Мп, может делать фотографии с разрешением до 1280x960 включительно и записывать видео разрешением до 1280×720 (720p). Видео записывается в формате MPEG-4 AVC Baseline@L4.0, звук — AAC LC, 96 Кбит/с, 48 кГц, 1 канал.
Литий-полимерный аккумулятор Nexus 5 ёмкостью 2300 мА·ч расположен за несъёмной крышкой, которая держится пластиковыми защёлками и небольшим количеством клея в нижней части панели (остальные модульные элементы закреплены на десять винтов #00 Phillips). Напряжение батареи составляет 3,5 В с потреблением в 8 Вт⋅ч при поддержке как зарядки через microUSB с силой тока в 4,5 А через контроллер Texas Instruments BQ24192, так и беспроводной зарядки по стандарту Qi. По заявлению производителя, данный аккумулятор под управлением контроллера питания Qualcomm PM8841 проработает в режиме разговора до 17 ч., в режиме ожидания — до 300 ч., при использовании сети Wi-Fi — до 8,5 ч., при использовании сети LTE — до 7 ч.
Nexus 5 имеет две модификации: D820 и D821, каждая из которых поддерживают передачу данных по стандарту 2G GSM, GPRS и EDGE на частотах 850, 900, 1800 и 1900 МГц. Международная версия с кодом LGE D821 поддерживает 3G WCDMA на полосах частот 1, 2, 4, 5, 6, 8 и 4G LTE на полосах частот 1, 3, 5, 7, 8 и 20. Российские операторы мобильной связи, например, Мегафон, подтверждают совместимость с местными частотами LTE. Североамериканский вариант с кодом LGE D820 поддерживает 2,5G на полосах частот, 3G WCDMA на тех же полосах, что и D821, плюс 19 и 4G LTE на частотах 1, 2, 4, 5, 17, 19, 25, 26 и 41.

## Программное обеспечение
Оригинальная версия Nexus 5 поставляется с предустановленным Android 4.4 KitKat, названным так в честь одноимённой серии шоколадных батончиков KitKat, и приложениями Google, среди которых отсутствуют сторонние приложения и графические оболочки. Особенно выделяется поддержка Android RunTime (ART) и Google Now, наиболее полноценно реализованная в Nexus 5.
Управление Google Now на русском языке в момент выхода телефона на рынке СНГ было ограничено. Однако при переключении языка системы на английский, возможность использовать функции Google Now полноценно появлялась, хотя обрабатываются команды на американской версии английского языка. При этом пользователи Google Now в Великобритании жаловались на плохое качество распознавания британской английской речи. Корпорация Google пообещала исправить этот недостаток в будущих обновлениях вместе с добавлением новых языков. В отличие от Motorola, Nexus 5 не имеет отдельного процессора, постоянно прослушивающего окружение в ожидании голосовых команд: чтобы смартфон среагировал на произнесенные слова, его необходимо сперва взять в руки, разблокировать привычным образом, и только после этого после фразы «OK Google» откроется соответствующее окошко программы голосового распознавания, что вызвало некоторое недоумение у пользователей и журналистов. С появлением Android 5.0 (Lollipop) появилась настройка, что телефон может слушать команду «OK Google» все время пока экран включён, а если телефон на зарядке, то даже когда выключен. При этом при запросе с экрана блокировки, если установлен пароль (графический, PIN код, или пароль) Google Search не позволяет выйти за его пределы без ввода пароля.
Также как и владельцы остальных аппаратов от LG, пользователи Nexus 5 получили дополнительные 50 Гб хранилища сроком на 1 год в сервисе Box.com.

### Обновления
На середину декабря 2013 года Google выпустила два минорных обновления для Nexus 5.

#### Android 4.4.1 KitKat
5 декабря 2013 года. Список исправлений:
- исправления камеры Nexus 5: авто-фокус, баланс белого, HDR+[23];
- исправления, связанные с Android RunTime (ART), включая поддержку WhatsApp;
- исправления автоматического изменения громкости на очень низкую в некоторых приложениях и другие мелкие ошибки.

#### Android 4.4.2 KitKat
Рассылка обновления началась 10 декабря 2013 года. Список исправлений:
- улучшения безопасности;
- другие мелкие ошибки.

#### Android 5.0 Lollipop
Рассылка обновления началась 18 ноября 2014 года. Список исправлений:
- Основная vm теперь ART (Android RunTime) Ранее использовался Dalvik.
- Новый дизайн системы — Material Design.
- Множество новых анимаций.
- Улучшение автономности благодаря Project Volta, с его помощью операционная система обращается к процессору не одиночными запросами, а пакетами данных, тем самым экономя заряд.
- Добавлен Smart lock.
- Улучшение качества съёмки камеры.

#### Android 5.1 Lollipop
Рассылка обновления началась 9 марта 2015 года.
- Существенное улучшение плавности и производительности.
- Новые анимации.
- Возможность убирать некоторые переключатели из панели быстрых настроек.
- Возможность смахивать выплывающее уведомление вверх.

#### Android 6.0 Marshmallow
Рассылка обновления началась 5 октября 2015 года. Список изменений:
- Добавлена функция Now On Tap.
- Doze Mode — режим «отключки», в который переходят все устройства на Marshmallow после некоторого времени обездвижения без зарядки.
- App Standby — автоматическое лишение приложений доступа к ресурсам устройства, всех которые давно не открывал пользователь.
- Runtime Permissions — новая модель запроса разрешений. Теперь мы, как разработчики, каждый раз обращаясь, например, к микрофону устройства, должны проверять, есть ли у нашего приложения разрешение на доступ к нему.
- SystemUI Tuner — возможность редактировать переключатели в панели быстрых настроек.
- Новые обои и анимации.

#### Android 7.0 Nougat
Компания Google представила бета-версию Android N и опубликовала список поддерживаемых устройств, в котором не было Nexus 5.
Google официально подтвердила, что не будет выпускать Android 7.0 Nougat для LG Nexus 5. Тем не менее, энтузиасты уже портировали новую систему на смартфон и уже выпустили стабильные версии кастомных прошивок.

### Сторонние прошивки
Традиционно энтузиастами для аппарата были выпущены сторонние прошивки и модификации.
Операционные системы
- CyanogenMod (Ныне LineageOS) Официальная поддержка.
- Boot 2 Gecko в бета-версии, созданной энтузиастами, позволяет познакомиться с системой Firefox OS, но пока не поддерживает многие важные функции, такие как: работу камеры, Bluetooth, Wi-Fi, проигрывание музыки, запись файлов и прочее.
- Ubuntu Touch тестовой версии собирается энтузиастами, не входящими в основное сообщество. Планы по созданию официальной версии Ubuntu Touch для Nexus 5 озвучены не были.
- MultiROM в крайне нестабильной версии позволяет установить несколько прошивок, выбирая между ними при загрузке аппарата.
- MIUI не планируется к официальному выпуску, как и для любого другого устройства Nexus, однако может получить портированную с других похожих устройств (например, LG G2) прошивку.
- Sailfish OS и Tizen планируются к портированию энтузиастами, но пока публичные сборки отсутствуют.

Ядра:
- Hybrid — ядро, позволяющее увеличить тактовую частоту процессора до 2,5 ГГц и выше.
- Linaro — основанное на Linux 3.4 ядро с такими функциями как двойное касание или свайп для включения.
- Trinity — ядро, позволяющее как работать в обычном режиме, так и увеличить тактовую частоту процессора до 2726 МГц.

Прочее:
- Factory Images for Nexus Devices
- Binaries for Nexus Devices
- Binaries Preview for Nexus Devices
- Официальное обновление драйвера для чипов Adreno 3xx было выпущено компанией Qualcomm.

## Продажи
Продажи смартфона начались в Google Play 31 октября 2013 года по цене в $349 за версию с 16 Гбайтами памяти и $399 — с 32 Гбайтами памяти. При этом Google продавала аппараты себе в убыток. Через несколько дней серые зарубежные версии Nexus 5 можно было приобрести и в интернет-магазинах СНГ.
В России предварительные заказы официальной версии модели D821 с 16 Гбайтами памяти с сертификатом радиочастотного соответствия ЕАС (Eurasian Conformity, Евразийское соответствие, действительного на территории стран Таможенного союза ЕврАзЭС) и гарантией производителя начались 13 ноября от 17 990 рублей в сети магазинов Связной. Продажи стартовали 25 ноября по той же цене. Увеличение стоимости товара почти в два раза вызвало некоторое недоумение у обозревателей.
На Украине рекомендованная стоимость смартфона LG Nexus 5 составила 4444 гривен за 16 Гбайт версию и 4777 гривен за 32 Гбайт (официальные версии Nexus 5 с гарантией производителя).
Однако в связи с очень высоким интересом к версии с 32 Гбайт встроенной памяти со стороны потенциальных покупателей, LG пересмотрела своё решение, и 28 января 2014 года в сети магазинов Связной в России начались предварительные заказы на версию с 32 Гбайтами памяти в чёрном цветовом решении по цене 19 990 рублей.
4 февраля 2014 года компания LG сообщила о выпуске версии Nexus 5 в корпусе красного цвета.
В конце 2014 года в интернете неоднократно появлялись слухи о том, что Google собирается прекратить производство Nexus 5 в начале 2015 года. Тогда компания опровергла эту информацию, сообщив, что продажи Nexus 5 продолжатся вплоть до первого квартала 2015 года.
12 марта 2015 года, одновременно с закрытием Google Play Devices и открытием Google Shop, компания Google официально объявила о снятии с производства и прекращении прямых продаж Nexus 5.
Ни Google, ни LG не раскрывают подробностей о количестве произведенных и проданных смартфонов.

## Прием
Nexus 5 получил в основном положительные отзывы; критики считали, что устройство обеспечивает заметный баланс между производительностью и ценой. Отмечая нюансы с его дисплеем, такие как цветопередача и низкая максимальная яркость по сравнению с конкурентами, CNET похвалил программные функции, такие как новый интерфейс набора номера телефона и интеграцию Google Now на главном экране, но не поверил, что KitKat внес много серьезных изменений. над своими предшественниками. Hangouts как приложение для обмена текстовыми сообщениями по умолчанию подвергалось критике за его пользовательский интерфейс и за попытку принудительно использовать службу Google, в то время как качество фотографий, сделанных с помощью устройства, было описано как «отличное, но это не особенно поразило меня." В заключение Nexus 5 получил 4 балла из 5, сделав вывод, что «даже сравнение этого телефона за 400 долларов с теми, которые стоят более 650 долларов в разблокированном состоянии (например, Samsung Galaxy S4, HTC One и Apple iPhone 5S), говорит о многом. Массовая привлекательность и доступность Nexus 5», и что устройство «расширяет привлекательность бренда Nexus для всех, кто просто ищет отличный, но недорогой телефон».
Engadget также положительно высказался в своем обзоре Nexus 5, но отметил, что в устройстве отсутствует поддержка LTE, поскольку поддерживаемые диапазоны разделены для двух вариантов модели и не поддерживают Verizon Wireless. Хотя его хвалили за четкое качество, было отмечено, что дисплей не отображает цвета (особенно черный и белый) так богато, как Galaxy S4, но добавлено, что «если вы все равно считаете, что насыщенные цвета переоценены, вам понравится экран». отображать здесь.«Хотя устройство считалось улучшением по сравнению с Nexus 4, время автономной работы устройства подвергалось критике за то, что оно не так хорошо, как у его конкурентов, а качество его камеры считалось непостоянным. В заключение Engadget утверждал, что «независимо от того, было ли это Согласно намерениям компании, Google посылает производителям смартфонов сообщение о том, что можно производить высококачественные телефоны, не затрачивая потребителям пресловутых рук и ног. Теперь мы просто подождем и посмотрим, будет ли тепло воспринято это сообщение».
По сравнению с LG G2, который был выпущен ранее и имеет того же производителя и большую часть того же оборудования, Nexus 5 имеет заднюю камеру более низкого качества и меньший аккумулятор, что обеспечивает более дешевую цену. Тем не менее, Nexus 5 рекламировался как чистая альтернатива программному обеспечению Android с дополнительным преимуществом использования последней версии Android 4.4 «KitKat».
DPReview похвалил HDR+ в Android 4.4.1, который значительно улучшил скорость, и отдал приоритет более коротким выдержкам с более высокими значениями ISO, что уменьшило размытие. Компьютерная фотография увеличила динамический диапазон и уменьшила шум. Однако HDR+ привел к меньшей детализации и большему количеству шума в сценах с низким освещением.
Nexus 5 по-прежнему хорошо противостоял более новым устройствам, поскольку он работал быстрее, чем последующий Nexus 6, выпущенный годом позже, также отмечая, что Nexus 6 (по рекомендованной розничной цене 650 долларов США против 350 долларов США) был намного дороже.
С момента выпуска часть пользователей сообщала о частых сбоях приложения камеры, которое якобы не позволяло использовать камеру, пока телефон не был перезагружен. Неизвестно, устранена ли эта проблема.